# Schwimmart
Der Begriff Schwimmart bezeichnet die spezielle Fortbewegungsweise beim Schwimmen. Vom Deutschen Schwimm-Verband werden für den Schwimmsport folgende Schwimmarten unterschieden:
- Brustschwimmen
- Kraulschwimmen
- Rückenschwimmen
- Schmetterlingsschwimmen

In Kombination:
- Lagenschwimmen
- Freistilschwimmen

Früher übliche und heute selten praktizierte Schwimmarten sind das Seitenschwimmen und das Altdeutsch-Rücken.

## Abgrenzung zum Schwimmstil
Ein Schwimmstil ist die individuelle Ausführung einer Schwimmart durch den einzelnen Schwimmer.
Abweichungen von der vorgegebenen Norm einer Schwimmtechnik führen im Wettkampf zu einer Disqualifikation des Schwimmers. Er darf beispielsweise während des Wettkampfs nicht die Schwimmtechnik wechseln, sich etwa nicht während des Rückenschwimmens auf den Bauch drehen. Die Entscheidung über Abweichungen von der Techniknorm hat (gegebenenfalls nach Rücksprache mit den Kampfrichtern) der Schiedsrichter zu treffen.
Anders verhält es sich mit der Wahl des persönlichen Schwimmstils: Ein Wechsel des Schwimmstils wäre zum Beispiel der Wechsel von einer Dreier-Armzug- auf eine Zweier-Armzug-Atmung während des Kraulschwimmens oder eine veränderte Armführung, ohne die Schwimmart zu wechseln. Rein stilistische, regelkonforme Ausprägungen der einzelnen Techniken unterliegen keinen Sanktionen.

### Erläuterungen
Die Schwimmart Freistil bedeutet an sich eine beliebig wählbare Schwimmart. Sie wird aber überwiegend als Kraulschwimmen durchgeführt, weil Kraulen die schnellste Schwimmtechnik ist.

In der Schwimmart Lagen werden die vier erstgenannten Arten in den Einzelwettbewerben in der Reihenfolge Schmetterling, Rücken, Brust und Kraulen geschwommen.

In den Lagenstaffelwettbewerben schwimmen die nacheinander startenden Einzelschwimmer mit der Abfolge der Schwimmarten Rücken, Brust, Schmetterling und Kraulen.

## Schwimmkombinationen
Hier werden die Armführung einer Schwimmart mit der Beinbewegung einer anderen Schwimmart kombiniert. Diese Übungsformen dienen zur Verbesserung der Koordination.
Beispiele für Bewegungskombinationen sind:
Delfinarme-Kraulbeine, Delfinarme-Brustbeine, Rückenarme-Delfinbeine, Rückengleichschlag-Delfinbeine, Rückenarme-Brustbeine, Rückengleichschlag-Brustbeine, Rückengleichschlag-Rückenbeine, Brustarme-Kraulbeine, Brustarme-Delfinbeine, Kraularme-Delfinbeine, Kraularme-Brustbeine.